# 里昂地区经济发展署
里昂地区经济发展署（法语：Agence pour le développement économique de la région lyonnaise, ADERLY）由里昂工商会、大里昂地区、罗纳省议会和法国里昂-罗纳省雇主协会于1974年联合创建，是法国最早成立的经济发展署之一。里昂地区经济发展署为前来里昂地区并且有意向注册法国公司，在里昂地区进驻和发展的企业提供咨询与协助服务。
里昂地区经济发展署拥有六十多家成员机构，它们都是公共和私营经济领域最具活力的代表：企业、教育和科研界负责人，是里昂地区经济领域的主要参与者和决策者。
里昂地区经济发展署作为里昂地区主要决策圈的成员，同时还是：
- ONLYLYON计划的共同策划人
- 里昂创业之城网络的成员机构
- 里昂世贸中心股东

## 主要任务
- 调研：为本地区寻找和发掘潜在的企业入驻项目
- 推广：针对里昂地区优势行业进行宣传推广
- 入驻：为企业入驻项目提供协助服务，并为入驻企业员工及其家庭成员的安置提供接待和咨询服务

里昂地区经济发展署对从中小企业到大型集团公司等各类企业的入驻投资项目提供服务，业务覆盖所有产业领域，尤其重视卓越产业领域（生态科技产业、生命科学、高端服务行业、信息与电信科技……）。

## 负责范围
里昂地区经济发展署辖区包括里昂大都会区和所有新罗纳省地区。它还涵盖了安省工业园区（PIPA）和伊泽尔工业园区（CAPI），在2015年，里昂地区经济发展署已扩大其辖区范围至圣艾蒂安大都会区境内。

## 入驻里昂的中国企业
- CIMI 中集
- SHUANGHUI 双汇
- FOOK TIN 福田科技
- BANK OF CHINA 中国银行里昂分行
- BLUESTAR SILICONES蓝星有机硅
- DEMO 德摩叉车总部
- HAIER 海尔欧洲贸易有限公司
- HUAWEI 华为技术法国公司
- INESSOIN 伊耐舒
- JUSHI 巨石法国公司
- KERRY 嘉里物流法国办事处
- AVIC 中国航空
- WENSLI 万事利丝绸
- MIDEA 美的里昂总部
- NHI TECHNOLOGIES 沈阳重工
- RENESOLA 昱辉阳光能源里昂公司
- ROTAM 龙灯农业化学
- YINGLI 英利太阳能法国总部